# 木曽川南派川橋
木曽川南派川橋（きそがわみなみはせんきょう）は、愛知県一宮市と岐阜県各務原市の間の、木曽川南派川に架かる、東海北陸自動車道の桁橋である。
一宮木曽川ICと岐阜各務原ICの間（正確には一宮木曽川インターチェンジと川島PAの間）にある。

## 概要
- 供用：1997年（平成9年）3月24日
  - 一宮木曽川IC - 岐阜各務原IC開通時
- 延長：400 m
- 区間：愛知県一宮市光明寺 - 岐阜県各務原市川島渡町
- 構造：曲線PC箱桁橋

## その他
木曽川三派川地区のため、木曽川は3つに分流（南派川、木曽川本川、北派川）している。東海北陸自動車道にはそれぞれ、木曽川南派川橋、木曽川本川橋、木曽川北派川橋が架橋されている。なお、木曽川の標識（表示）がされているのは木曽川本川橋のみである。
木曽川南派川橋の南、東海北陸自動車道の本線上にあるオブジェは「ハーモニーブリッジ」といい、愛知県と岐阜県の県境に位置することや、一宮市の地場産業の毛織物から糸巻きを連想し、四本の柱がそびえ立つ形となっている。ハーモニーブリッジは一宮市総合体育館の敷地（第2駐車場）内にある。

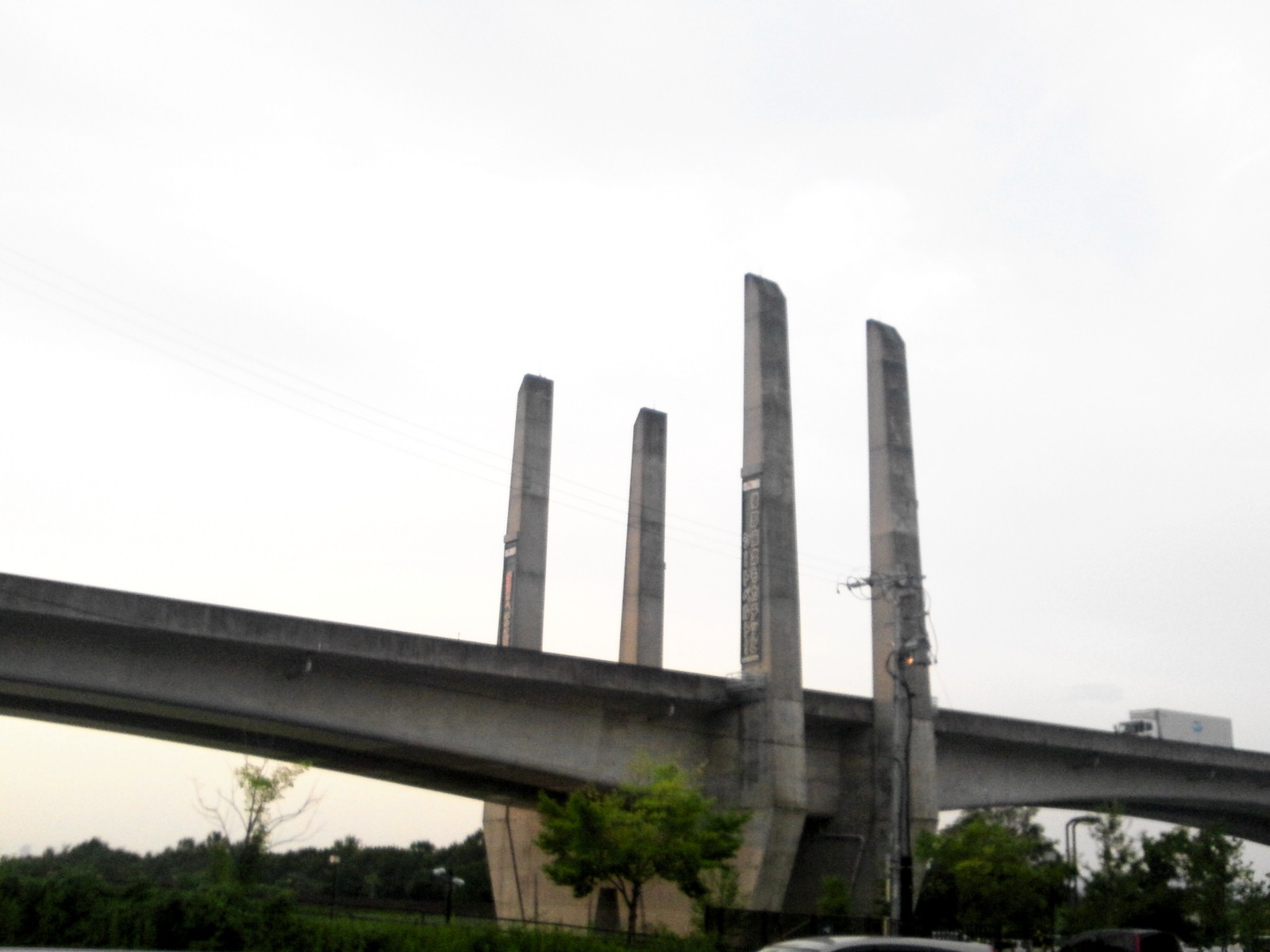
ハーモニーブリッジ